# Arleen Sorkin
Arleen Sorkin (Washington, D.C., 14 de outubro de 1955 – 24 de agosto de 2023) foi uma apresentadora, atriz, comediante, dubladora e roteirista americana. Ficou conhecida por retratar Calliope Jones na série da NBC Days of Our Lives e por dar voz à supervilã da DC Comics Harley Quinn/Arlequina em Batman: The Animated Series e jogos relacionados, entre outros.

## Morte
Sorkin morreu em 24 de agosto de 2023, aos 67 anos.

## Televisão
- Duet - Geneva
- Dream On - Donna di Angelo
- Days of Our Lives - Calliope Jones Bradford
- America's Funniest People - Host
- Batman: The Animated Series -  Harley Quinn / Harleen Quinzel
- Superman: The Animated Series - Harley Quinn
- The New Batman Adventures - Harley Quinn
- The New Hollywood Squares - Especialista
- Static Shock - Harley Quinn
- Liga da Justiça - Harley Quinn
- Frasier - Rachel, vários

## Filmografia
- Trading Places
- Odd Jobs
- Ted & Vênus - Marcia
- Oscar - a manicure de Vendetti (fazendo uma versão inicial de sua cmais conhecida voz - Harley Quinn)
- Eu não compro Beijos Anymor - Monica
- Batman: A Máscara do Fantasma - Bambi
- Batman Beyond: Return of the Joker - Harley Quinn

## Videogames
- As Aventuras de Batman & Robin - Harley Quinn
- Vengeance Batman - Harley Quinn
- Batman: Arkham Asylum - Harley Quinn
- DC Universe Online - Harley Quinn